# فولانة خاتون
فولانة خاتون هي الزوجة الثالثة للسلطان العثماني سليمان القانوني، انجب منها ابنة وحيدة وهي فاطمة نور (1520-1562)، وهي الأخت غير الشقيقة لكل من الأمير مصطفى ومحمد ومحمود وسليم الثاني وبايزيد وجيهانكير ومراد وأورخان والسلطانة ميهرماه وراضية سلطان.